# Journey to the Center of the Earth (telefilme de 2008)
Journey to the Center of the Earth es un telefilme americano-canadiense de acción y aventura de 2008. Dirigido por T. J. Scott y protagonizando por Rick Schroder, Peter Fonda y Victoria Pratt. La película esta vagamente basada en la novela del mismo nombre de Julio Verne 1864. Se rodó en Vancouver y sus alrededores en el verano de 2007 en alta definición, y fue transmitido por primera vez en Ion Television el 27 de enero de 2008. Se encuentra en DVD desde entonces

## Trama
La heredera Martha Dennison (Victoria Pratt) busca al profesor Jonathan Brock (Rick Schroder) para ayudarla a encontrar a su esposo, Edward, quien desapareció cuatro años antes en una expedición hacia el centro de la Tierra. Al principio, Jonathan duda en irse a pesar de la oferta de Martha de pagarle generosamente, dándole la oportunidad de pagar las deudas que le dejó su padre recientemente fallecido, mientras que su sobrino y aspirante a periodista Abel está entusiasmado por la oportunidad de conseguir experiencia periodística en la vida real. Después de revisar las notas de Edward, Jonathan es convencido a seguir. Los dos, junto con Abel, van al territorio de Alaska recién adquirido para reunir información sobre Edward, su expedición y encontrar a un guía ruso, Sergei, quien les ayudará en la búsqueda. Se esfuerzan por cubrir la mayor cantidad de terreno en tan solo 10 días, basándose en la información recuperada de un mapa toscamente dibujado. Encuentran y se adentran en un pozo minero en un volcán, incursionando profundamente en el centro de la tierra. En el camino se encuentran pequeños indicios de la expedición anterior junto con el esqueleto de Mikael, un amigo que era como un hermano para Sergei, y lo ven como un signo ominoso de lo que está por venir. Abel constantemente se atrasa en tomar notas e imágenes del viaje y descubre un pasaje a una tierra nueva y extraña. 
Salen a un mundo que, al principio, se parece mucho a la superficie, excepto que nunca oscurece a pesar de no haber sol; con una tierra boscosa exuberante y un gran mar parecido a un lago. Pronto se encuentran con muchas criaturas prehistóricas y la aventura realmente comienza. Mientras Martha se baña y nada un poco, es atacada por algún tipo de criatura en el mar, al mismo tiempo, Jonathan y Sergei encuentran unos troncos que claramente fueron cortados por una persona usando un hacha para hacer una balsa para cruzar el mar. Usan los troncos sobrantes y su suministro de cuerda para hacer su propia balsa y notan varios pájaros parecidos a dinosaurios volando sobre sus cabezas como un buitre. Cuando algunas de las aves comienzan a atacar, notan otro dinosaurio grande en el agua que se dirige a su balsa. Jonathan sugiere dispararles a los pájaros para distraer y alimentar al dinosaurio mucho más grande y letal en el agua. 
Luego discuten la naturaleza de las criaturas que encontraron dándose cuenta de que parecen haber venido de diferentes épocas de desarrollo y que pudieron haber escapado aquí para sobrevivir a la Edad del Hielo y otros fenómenos que extinguieron a los dinosaurios en la superficie. Luego encuentran otra balsa dañada, que se cree que es de Edward, y deciden acampar. Mientras Abel explora solo, Sergei le revela a Jonathan que no estuvo de acuerdo con Edward cuando llegó por primera vez a Alaska porque no confiaba en él y se culpa a sí mismo por no evitar que Mikael se uniera a la expedición que lo llevó a su muerte. Abel se encuentra con dos mujeres nativas en el bosque y reúne al resto para seguir un rastro que puede llevarlos a más respuestas. 
Mientras cruzan un puente bastante sólido, un grupo de nativos hostiles los rodean y los llevan a su aldea para encontrarse con su líder, quien es el mismísimo Edward, quien actúa con bastante frialdad hacia ellos y los obliga a inclinarse y entregar sus armas como una costumbre nativa. Edward explica la naturaleza de sus condiciones, que los aldeanos creen que es una especie de dios que les ha traído prosperidad y seguridad al compartir su sabiduría, que en realidad son solo las ideas de supervivencia indígena que obtuvo al estudiar otras civilizaciones. En una discusión privada con él, Martha admite que esperaba que él estuviera más feliz de verla; luego admite que nunca había esperado que ella viniera por él y tiene la intención de quedarse allí donde tiene poder e influencia en comparación con el mundo de arriba, donde encontraba el poder de ella amenazador. Edward se insinúa a Martha y ella lo rechaza, entonces él se dirige a la sacerdotisa del pueblo a quien considera una nueva esposa. Mientras hablan, un grupo de nativos unen fuerzas y liberan a algunos prisioneros. Cuando Edward sale de su tienda y encuentra a estas personas, comienza a dispararles y mata a un joven delante de todos los demás alegando que es un traidor. Martha lo abofetea haciéndolo sangrar, sembrando así, dudas de que es un supuesto dios; luego explica que su líder (que escapó con la ayuda de Jonathan) ha dudado de Edward desde el principio y comenzó una resistencia a su gobierno y que la presencia de los renegados ha socavado el poder de Edward y por lo tanto la resistencia debe ser destruida. Martha explica que Edward siempre ha sido así y que su arrogancia es lo que la atrajo a él en primer lugar. 
Edward luego pierde su poder e influencia sobre la tribu, ya que se ha revelado que es un dios falso y todos los aldeanos lo abandonan. Luego deja atrás todo su equipo de aldea y dice que ahora deben irse y que su balsa ha sido destruida, por lo que deben tomar un pasaje antiguo; mientras tanto, la resistencia sigue su rastro para detenerlos. Cuando la resistencia avanza sobre ellos, Edward sostiene una sola pieza de dinamita para protegerse de sus ataques y cuando llegan a la cueva enciende la dinamita con la esperanza de que sellará la entrada a la cueva que conduce a la superficie. Cuando no se enciende, Edward sale de la cueva y dispara la dinamita que sella al resto del grupo y a él con la resistencia violenta. Luego, el equipo lucha a través de pasajes llenos de agua que los conducen hasta el lago en la superficie, donde originalmente encontraron la entrada a la cueva. 
En la superficie, hacen un pequeño monumento para Edward, que se presume muerto, y deciden no contar el secreto del mundo de abajo y continuar sus aventuras en las Indias Orientales con Martha y Jonathan (lo más impredecible) como un artículo. Luego, Abel escribe al final de su diario que todo lo que ha escrito, diciendo que solo es un producto de su imaginación para desacreditar sus descubrimientos.

## Elenco
- Rick Schroder como Jonathan Brock
- Victoria Pratt como Martha Dennison
- Peter Fonda como Edward Dennison
- Steven Grayhm como Abel Brock
- Mike Dopud como Sergei
- Elyse Levesque como Emily